# Orochernes nepalensis
Espèce
Orochernes nepalensis est une espèce de pseudoscorpions de la famille des Chernetidae.

## Distribution
Cette espèce est endémique du Népal.

## Étymologie
Son nom d'espèce, composé de nepal et du suffixe latin -ensis, « qui vit dans, qui habite », lui a été donné en référence au lieu de sa découverte, le Népal.

## Publication originale
- Beier, 1968 : Ein neues Chernetiden-Genus (Pseudoscorp.) aus Nepal. Khumbu Himal, vol. 3, p. 17-18.